# Prueba de tensión (informática)
En informática, una prueba de tensión es una prueba protocolar diseñada para hallar la máxima tolerancia de un sistema a sobrecargas, tal como intentar conectar más del máximo número permitido de terminales, procesar más del número permitido de identificadores de niveles estáticos o desconectar una liga de comunicación. 
El propósito de las pruebas de tensión es determinar las limitaciones del sistema y, cuando el sistema falla, determinar la manera en que se manifiesta la falla.
Las pruebas de tensión pueden proporcionar un conocimiento valioso relacionado con la fortaleza y la debilidad de un sistema. Las pruebas de tensión se obtienen de los requisitos, el diseño y los presentimientos e intuiciones de los diseñadores.
- Datos: Q6089415